# 동탄동
동탄동(東灘洞) 혹은 동탄1동(東灘1洞)·동탄2동(東灘2洞)·동탄3동(東灘3洞)·동탄4동(東灘4洞)·동탄5동(東灘5洞)·동탄6동(東灘6洞)·동탄7동(東灘7洞)·동탄8동(東灘8洞)·동탄9동(東灘9洞)은  경기도 화성시 동탄신도시에 위치한 행정동이다. 동탄3동 외에는 과거 동탄면 지역이었다. 동탄1·2·3동은 동탄1신도시에, 동탄4·5·6·7·8·9동은 동탄2신도시에 해당한다.

## 역사
- 조선시대: 경기도 수원군 동북면(東北面), 어탄면(漁灘面)
- 1895년 음력 윤5월 1일: 수원군은 이십삼부 가운데 인천부에 속함[1]
- 1896년 8월 4일: 수원군은 십삼도 가운데 경기도에 속함[2]
- 1914년 4월 1일: 동북면과 어탄면을 합쳐 동탄면이라 하였다.[3]

| 면     | 면      | 리 |
| 기존   | 개편 후 | 리 |
| ------ | ------- | --- |
| 동북면 | 동탄면  | 오산리(梧山里), 청계리(淸溪里), 반송리(盤松里), 석우리(石隅里), 영천리(英川里), 중리(中里), 신리(新里), 목리(睦里) |
| 어탄면 | 동탄면  | 산척리(山尺里), 장지리(長芝里), 송리(松里), 방교리(防橋里), 금곡리(金谷里)                                         |
- 1949년 8월 14일: 수원군을 화성군으로 개칭[4]
- 2001년 3월 21일: 화성군을 폐지하고 그 자리에 화성시를 설치[5]
- 2001년 4월: 동탄면 석우리·반송리와 태안읍 능리(陵里) 일원을 택지개발예정지구로 지정

- 2006년 4월 당시 총 45(행정)리, 187반
- 2007년 1월 29일: 동탄면 반송리·석우리와 능동에 동탄동이 설치되었다.[6]

| 행정구역 | 행정구역 | 법정구역                                                                       |
| 기존     | 개편 후  | 법정구역                                                                       |
| -------- | -------- | ------------------------------------------------------------------------------ |
| 동탄면   | 동탄면   | 오산리, 청계리, 영천리, 중리, 신리, 목리, 산척리, 장지리, 송리, 방교리, 금곡리 |
| 동탄면   | 동탄동   | 석우동, 반송동                                                                 |
| 진안동   | 동탄동   | 능동                                                                           |
| 진안동   | 진안동   | 진안동, 기산동, 반정동                                                         |
- 2008년 2월 22일: 동탄동을 동탄1동, 동탄2동으로 분리하였다.[7]

| 행정구역 | 행정구역 | 법정구역                   |
| 기존     | 개편 후  | 법정구역                   |
| -------- | -------- | -------------------------- |
| 동탄동   | 동탄1동  | 능동, 반송동(일부), 석우동 |
| 동탄동   | 동탄2동  | 반송동(일부)               |
- 2009년 6월 8일: 동탄3동이 동탄1동에서 분동하였다.[8]

| 행정구역 | 행정구역 | 법정구역             |
| 기존     | 개편 후  | 법정구역             |
| -------- | -------- | -------------------- |
| 동탄1동  | 동탄1동  | 반송동(일부), 석우동 |
| 동탄1동  | 동탄3동  | 능동                 |
- 2015년 1월 2일: 동탄면 오산리·청계리·영천리에 동탄4동이 설치되었다.[9] 아울러 동탄면 중리·목리·산척리·방교리와 동탄4동 사이의 경계를 조정했다.

| 행정구역 | 행정구역 | 법정구역                                               |
| 기존     | 개편 후  | 법정구역                                               |
| -------- | -------- | ------------------------------------------------------ |
| 동탄면   | 동탄면   | 중리, 신리, 목리, 산척리, 장지리, 송리, 방교리, 금곡리 |
| 동탄면   | 동탄4동  | 오산동, 청계동, 영천동                                 |
- 2018년 1월 22일: 동탄면과 동탄4동을 동탄4동·동탄5동·동탄6동으로 재편성했다.

| 개편 전 | 개편 후 | 개편 후 | 개편 후                                          |
| 개편 전 | 동탄4동 | 동탄5동 | 동탄6동                                          |
| ------- | ------- | ------- | ------------------------------------------------ |
| 동탄면  |         | 중동    | 신동, 목동, 산척동, 장지동, 송동, 방교동, 금곡동 |
| 동탄4동 | 청계동  | 영천동  | 오산동                                           |
- 2019년 7월 1일: 동탄7동이 동탄6동에서 분동하였다.

| 행정구역 | 행정구역 | 법정구역                       |
| 개편 전  | 개편 후  | 법정구역                       |
| -------- | -------- | ------------------------------ |
| 동탄6동  | 동탄6동  | 오산동, 장지동, 방교동, 금곡동 |
| 동탄6동  | 동탄7동  | 신동, 목동, 산척동, 송동       |
- 2019년 10월 21일: 동탄8동이 동탄6동에서 분동하였다.

| 행정구역 | 행정구역 | 법정구역               |
| 개편 전  | 개편 후  | 법정구역               |
| -------- | -------- | ---------------------- |
| 동탄6동  | 동탄6동  | 오산동, 방교동, 금곡동 |
| 동탄6동  | 동탄8동  | 장지동                 |
- 2023년 7월 1일: 동탄9동이 동탄7동에서 분동하였다.

| 행정구역 | 행정구역 | 법정구역     |
| 개편 전  | 개편 후  | 법정구역     |
| -------- | -------- | ------------ |
| 동탄7동  | 동탄7동  | 산척동, 송동 |
| 동탄7동  | 동탄9동  | 신동, 목동   |

## 지명 유래
- 능동(陵洞): 고려시대 이곳에 아기능이 있었다고 하여 붙여진 이름이라고 전하나 어느 임금의 자녀(아기)인지는 전혀 모르고 기록에도 없다. 『화성지』의 방리편을 살펴보면 태촌면에 능동(陵洞)이 보이는 것으로 보아 예전부터 불렸던 마을 이름임에는 틀림이 없다. 이와 함께 능리는 능골(陵谷)로도 불렸다.[10]
- 반송동(盤松洞): 『화성지』의 동북면 마을 편에 반송(盤松)리로 표기되어 있으며 마을의 지형이 소나무로 만든 소반(小盤) 형국이라서 붙여진 이름이라는 설과 예전에 이 마을에 소나무가 많이 자생하여 소나무로 소반을 많이 만드는 마을이라 하여 붙여진 이름이라는 두 가지 설이 전하며 1914년 행정구역 개편 때에 동탄면에 편입되어 지금에 이르고 있다고 한다. 또는 1794년(정조18)에 발간된 『수원부읍지』에 의하면 동북면은 부(府) 남쪽 20리에 있고 22개 동 중 반송(盤松)리가 있었다고 하며 돌산머리에 반송이 있어서 붙여진 이름이라고도 한다.[11]
- 목동(睦洞): 조선시대 읍지 필사본인 화성지(華城志)기록을 보면 사천 목씨(泗川 睦氏)가 모여 살았다고 하여 목죽(睦竹)골로 불리게 되었고 동탄면 시절 목리(睦里)에서 동탄신도시가 들어서면서 승격되어 목동(睦洞)이 되었다.
- 석우동(石隅洞): 1914년 행정구역 통·폐합 때에 묵실(墨室)·능안·돌머루·서편(西便)말 등의 마을들을 병합하여 석우(石隅)리로 개정하여 현재에 이르고 있는 큰 마을이며, 들판의 모퉁이에 있는 마을이라 하여 붙여진 이름이라고 전한다.[12]
- 오산동(梧山洞): 이 마을 근방에는 명당자리가 있는 주공산·미륵산·왕배산·가마산·마당산 등 다섯뫼, 즉 5산(五山)이 변하여 오산(梧山)이 되었다는 설, 산의 모습이 자라(鰲)를 닮았다고 하여 오산(鰲山)이 되었다는 설, 이 마을에 오동나무가 많아서 오산(梧山)이라 부르게 되었다는 설이 있다.
- 청계동(淸溪洞): 골매골에서 발원한 한천과 야곡에서 발원한 야동천이 이 마을을 감싸고 흘러 맑은 계곡을 이룬다고 하여 붙여진 이름이라고 전하는데, 「화성지」의 동북면 마을편에 청계동(淸溪洞)이 표기되어 있어 이 마을의 지명은 이미 조선말 이전부터 불리던 것으로 추정된다.
- 영천동(英川洞): 수원군읍지(水原郡邑誌)에 따르면 이곳은 원래 '영평야(永平野)'라 하였으나, 냇가에 있는 마을에 영재가 났다고 하여 영천리(英川里)라 부르게 되었다.
- 중동(中洞)
- 신동(新洞)
- 산척동(山尺洞)
- 장지동(長芝洞)
- 송동(松洞)
- 방교동(防橋洞)
- 금곡동(金谷洞)

## 교육
- 동탄1동
  - 석우초등학교
  - 예당초등학교
  - 예원초등학교
  - 화성금곡초등학교
  - 학동초등학교
  - 석우중학교
  - 예당중학교
  - 예당고등학교
  - 동탄고등학교
  - 숲속초등학교
- 동탄2동
  - 반석초등학교
  - 반송초등학교
  - 솔빛초등학교
  - 반송중학교
  - 솔빛중학교
  - 나루고등학교
  - 동탄국제고등학교
  - 반송고등학교
- 동탄3동
  - 능동초등학교
  - 푸른초등학교
  - 한마음초등학교
  - 능동중학교
  - 푸른중학교
  - 능동고등학교
- 동탄4동
  - 무봉초등학교
  - 아인초등학교
  - 화성청계초등학교
  - 동탄중앙초등학교
  - 예솔초등학교
  - 청목초등학교
  - 청계중학교
  - 동탄중학교
  - 동탄중앙고등학교
- 동탄5동
  - 늘봄초등학교
  - 다원초등학교
  - 치동초등학교
  - 영천초등학교
  - 한백초등학교
  - 다원중학교
  - 치동중학교
  - 한백중학교
  - 치동고등학교
  - 한백고등학교
- 동탄6동
  - 동탄초등학교
  - 여울초등학교
  - 이산중학교
  - 이산고등학교
- 동탄7동
  - 방교초등학교
  - 세정초등학교
  - 정현초등학교
  - 청림초등학교
  - 방교중학교
  - 청림중학교
  - 화성세정중학교
  - 정현고등학교
  - 이솔고등학교
- 동탄8동
  - 서연초등학교
  - 서연중학교
  - 서연고등학교
  - 화남초등학교
  - 이솔초등학교
  - 호연초등학교
- 동탄9동
  - 왕배초등학교
  - 한율초등학교
  - 동탄목동초등학교
  - 화성신동초등학교
  - 동탄목동중학교
  - 화성신동중학교
  - 창의고등학교
  - 신동고등학교

## 교통
- 철도: 동탄3동 남쪽 오산시 외삼미동에 서동탄역이 있고, 동탄6동에는 수서고속철도 동탄역이 있다.
- 시내버스: 화성시를 순환하는 직행좌석버스 H 버스와 서울 방면으로 운행하는 직행좌석버스 M버스가 운행하고 있다.
- 시외버스: 동탄 지역에서는 시외버스를 이용하기 어려워 수원종합버스터미널이나 오산시외버스터미널로 이동하는 게 효율적이다. 직접 이용할 수 있는 시외버스는 다은마을3단지 앞에 위치한 공항버스 정류장에서 오산·송탄·평택·안성·청주로 가는 시외버스를 이용할 수 있고, 반대로 금곡초등학교 건너편 공항버스 정류장 부스에서 동서울·인천·인천공항·성남·의정부·동두천·원주로 가는 시외버스를 이용할 수 있다. 이 곳을 통칭하여 '동탄시외버스정류장'이라고도 한다. 다만 동서울·평택·인천공항 방면을 제외하고 모두 운행량은 적다.

## 의료시설
- 동탄보건지소
- 한림대학교 동탄성심병원
- 여울보건지소

## 명소
- 메타폴리스
- 반석산근린공원
- 동탄호수공원
- 여울 공원

## 아파트
| 단지명                                   | 건설사                                                   | 시행사                                                    | 주소                                                        | 주소   | 입주              | 비고     |
| ---------------------------------------- | -------------------------------------------------------- | --------------------------------------------------------- | ----------------------------------------------------------- | ------ | ----------------- | -------- |
| 동탄역 중흥S-클래스                      | 중흥건설                                                 | 중봉토건㈜                                                | 동부대로 951                                                | 오산동 | 2019년 1월        |          |
| 동탄2 중흥S클래스 에듀하이               | 중봉건설㈜                                               | 중봉건설㈜                                                | 동탄순환대로17길 31                                         | 산척동 | 2019년 4월        | 민간임대 |
| 시범다은마을 포스코더샵                  | 포스코건설                                               | ㈜월드뷰                                                  | 동탄문화센터로 39                                           | 반송동 | 2007년 2월        |          |
| 푸른마을 포스코더샵                      | 포스코건설                                               | 한국토지신탁                                              | 동탄공원로 21-12                                            | 능동   | 2008년 5월        |          |
| 동탄역 시범 더샵센트럴시티               | 포스코건설                                               | 포스코건설                                                | 동탄대로시범길 19                                           | 오산동 | 2015년 8월        |          |
| 동탄역 더샵센트럴시티 2차                | 포스코건설                                               | 화성도시피에프브이㈜                                      | 동탄감배산로 19                                             | 오산동 | 2018년 7월        |          |
| 동탄 더샵 레이크에듀타운                 | 포스코건설                                               | 엠디엠플러스㈜                                            | 동탄대로10길 20                                             | 산척동 | 2019년 3월        |          |
| 푸른마을 두산위브                        | 두산건설                                                 | 두산건설                                                  | 동탄공원로 21-40                                            | 능동   | 2007년 12월       |          |
| 예당마을 푸르지오                        | 대우건설                                                 | 대우건설                                                  | 동탄반석로 264                                              | 석우동 | 2008년 10월       |          |
| 동탄역 센트럴 푸르지오                   | 대우건설                                                 | 대우건설                                                  | 동탄순환대로21길 54                                         | 청계동 | 2015년 6월        |          |
| 동탄 파크 푸르지오                       | 대우건설                                                 | 대우건설                                                  | 동탄대로24가길 7                                            | 영천동 | 2018년 1월        |          |
| 동탄역 푸르지오                          | 대우건설                                                 | ㈜아시아신탁                                              | 동탄순환대로 881-10                                         | 영천동 | 2017년 6월        |          |
| 동탄 행복마을 푸르지오                   | 대우건설                                                 | ㈜동탄2대우코크렙뉴스테이기업형임대위탁관리부동산투자회사 | 동탄순환대로26길 81                                         | 영천동 | 2018년 2월        |          |
| 동탄역 신미주                            | ㈜풍성주택                                               | 효동건설㈜                                                |                                                             | 오산동 | 2005년 10월       |          |
| 시범다은마을 센트럴파크뷰                | ㈜풍성주택                                               | 신부국건업㈜                                              | 동탄공원로1길 6-59                                          | 반송동 | 2008년 2월        |          |
| 숲속마을 능동역 리체 더 포레스트         | ㈜풍성주택                                               | ㈜풍성주택                                                | 동탄숲속로 19                                               | 능동   | 2008년 1월        |          |
| 능동마을 상록예가                        | 쌍용건설                                                 | 공무원연금공단                                            |                                                             | 능동   | 2008년 6월        | 공공임대 |
| 동탄역 상록리슈빌                        | 계룡건설산업                                             | 공무원연금공단                                            |                                                             | 영천동 | 2015년 11월       |          |
| 동탄역 센트럴상록                        | 보미건설㈜                                               | 공무원연금공단                                            |                                                             | 영천동 | 2017년 10월       |          |
| 동탄역시범 호반써밋                      | 호반건설                                                 | 호반하우징㈜                                              | 동탄대로시범길 122                                          | 청계동 | 2015년 2월        |          |
| 동탄역 호반써밋                          | 호반건설                                                 | 티에스자산개발㈜                                          | 동탄순환대로22길 45                                         | 청계동 | 2015년 7월        |          |
| 동탄3차 호반베르디움 센트럴포레          | 호반건설                                                 | ㈜스카이주택                                              | 동탄신리천로1길 74                                          | 목동   | 2017년 6월        |          |
| 동탄5차 호반베르디움                     | 호반건설                                                 | ㈜스카이건설                                              | 동탄순환대로20길 104                                        | 목동   | 2017년 12월       |          |
| 동탄6차 호반베르디움                     | 호반건설 ㈜호반건설주택                                  | ㈜호반건설주택                                            | 동탄대로4다길 78                                            | 장지동 | 2018년 7월        |          |
| 호반써밋 동탄                            | 호반건설                                                 | ㈜스카이리빙                                              | 동탄신리천로4길 48                                          | 신동   | 2022년 12월       |          |
| 서동탄 우남퍼스트빌                      | ㈜우남건설                                               | ㈜우남건설                                                | 10용사로 286                                                | 능동   | 2002년 10월       |          |
| 시범다은마을 우남퍼스트빌                | ㈜우남건설                                               | ㈜다림씨앤씨                                              | 동탄중앙로 171                                              | 반송동 | 2007년 3월        |          |
| 동탄역시범 우남퍼스트빌                  | ㈜우남건설                                               | ㈜다림씨앤씨                                              | 동탄대로시범길 276                                          | 청계동 | 2015년 2월        |          |
| 동탄 센트럴자이                          | ㈜지에스건설                                             | ㈜지에스건설                                              | 동탄대로22길 30                                             | 영천동 | 2015년 1월        |          |
| 동탄 파크자이                            | ㈜지에스건설                                             | ㈜화이트코리아                                            | 동탄대로24길 117                                            | 영천동 | 2018년 7월        |          |
| 서동탄 파크자이 1차                      | ㈜지에스건설                                             | ㈜준엔터프라이즈                                          | 서동탄로 53                                                 | 능동   | 2018년 1월        |          |
| 서동탄 파크자이 2차                      | ㈜지에스건설                                             | ㈜준엔터프라이즈                                          | 서동탄로 11                                                 | 능동   | 2018년 9월        |          |
| 금강펜테리움 센트럴파크 1차              | 금강주택㈜                                               | ㈜하이아트                                                | 동탄대로12길 64                                             | 오산동 | 2016년 7월        |          |
| 동탄호수공원 금강펜테리움 센트럴파크 2차 | 금강주택㈜                                               | ㈜펜테리움건설                                            | 동탄산척로2길 56                                            | 산척동 | 2017년 7월        |          |
| 동탄역시범 금강펜테리움 센트럴파크 3차   | 금강주택㈜                                               | ㈜펜테리움이엔씨                                          | 동탄대로시범길 235                                          | 청계동 | 2017년 6월        |          |
| 금강펜테리움 센트럴파크 4차              | 금강주택㈜                                               | ㈜하이아트                                                | 동탄순환대로20길 45                                         | 목동   | 2018년 1월        |          |
| 금강펜테리움 센트럴파크 6차              | 금강주택㈜                                               | ㈜펜테리움건설                                            |                                                             | 신동   | 2026년 2월 (예정) |          |
| 금강펜테리움 센트럴파크 7차              | 금강주택㈜                                               | ㈜하이아트이앤씨                                          |                                                             | 신동   | 2026년 7월 (예정) |          |
| 예당마을 우미린 제일풍경채               | 우미건설 제일건설㈜                                      | 우미산업개발㈜ ㈜제일종합건설                             | 동탄반석로 277                                              | 석우동 | 2008년 9월        |          |
| 시범한빛마을 아이파크                    | 현대산업개발                                             | 현대산업개발                                              | 동탄지성로 42                                               | 반송동 | 2007년 2월        |          |
| 동탄2신도시 아이파크 1단지               | 현대산업개발                                             | ㈜하나자산신탁                                            | 동탄대로4길 123                                             | 장지동 | 2019년 3월        |          |
| 동탄2신도시 아이파크 2단지               | 현대산업개발                                             | ㈜하나자산신탁                                            | 동탄대로4길 143                                             | 장지동 | 2019년 3월        |          |
| 동탄호수공원 아이파크                    | 현대산업개발                                             | ㈜동탄92블럭아이파크제이알뉴스테이                        | 동탄순환대로8길 14                                          | 장지동 | 2019년 7월        | 민간임대 |
| 동탄2신도시 에일린의 뜰                  | 아이에스동서                                             | 아이에스동서                                              | 동탄기흥로353번길 77                                        | 오산동 | 2016년 12월       |          |
| 동탄2신도시 롯데캐슬 알바트로스          | 롯데건설                                                 | ㈜코리아신탁                                              |                                                             | 청계동 | 2015년 7월        |          |
| 동탄2신도시 롯데캐슬                     | 롯데건설                                                 | ㈜엘티대한제2호뉴스테이위탁관리부동산투자회사             | 동탄대로2길 49                                              | 장지동 | 2018년 6월        | 민간임대 |
| e편한세상 동탄                           | 대림산업                                                 | 대림산업                                                  | 동탄순환대로20길 31                                         | 목동   | 2018년 2월        |          |
| e편한세상 동탄 파크아너스                | 계룡건설산업 ㈜디엘이앤씨                                | ㈜화성동탄경남하동귀농귀촌주택위탁관리부동산투자회사      |                                                             | 신동   | 2024년 12월       |          |
| 동탄역시범 반도유보라 아이비파크 1.0     | 반도건설                                                 | ㈜퍼시픽산업                                              | 동탄대로시범길 168                                          | 청계동 | 2015년 12월       |          |
| 동탄역 반도유보라 아이비파크 2.0         | 반도건설                                                 | ㈜반도이엔지                                              | 동탄순환대로26길 55                                         | 영천동 | 2016년 2월        |          |
| 동탄역 반도유보라 아이비파크 3.0         | 반도건설                                                 | ㈜한올개발                                                | 동탄대로12길 17                                             | 오산동 | 2016년 7월        |          |
| 동탄역 반도유보라 아이비파크 5.0         | 반도건설                                                 | 반도건설                                                  | 동탄기흥로 393-15                                           | 오산동 | 2017년 9월        |          |
| 동탄역 반도유보라 아이비파크 6.0         | 반도건설                                                 | 반도건설                                                  | 동탄기흥로 479-12                                           | 오산동 | 2017년 9월        |          |
| 레이크 반도유보라 아이비파크 9.0         | 반도건설                                                 | 한숲개발㈜                                                | 동탄대로4길 95                                              | 장지동 | 2017년 12월       |          |
| 그린힐 반도유보라 아이비파크 10.0        | 반도건설                                                 | 반도건설                                                  | 동탄순환대로12길 85                                         | 산척동 | 2018년 7월        |          |
| 반도유보라 아이비파크 10.2단지           | 반도건설                                                 | 반도건설                                                  | 동탄순환대로10길 88                                         | 산척동 | 2018년 12월       |          |
| 동탄역 동원로얄듀크                      | 동원개발                                                 | ㈜21세기개발                                              | 동탄첨단산업2로 14                                          | 영천동 | 2018년 7월        |          |
| 동탄2차 동원로얄듀크                     | 동원개발                                                 | ㈜동원개발                                                | 동탄순환대로19길 21                                         | 목동   | 2019년 3월        |          |
| 동탄 호수자이 파밀리에                   | 지에스건설㈜ 신동아건설                                  | 신동아건설                                                | 동탄대로2길 19                                              | 장지동 | 2018년 3월        |          |
| 동탄 아테라 파밀리에                     | 금호건설 신동아건설                                      | ㈜케이비부동산신탁                                        |                                                             | 신동   |                   |          |
| 금호어울림 레이크 1차                    | 금호산업 우미건설                                        | 금호산업                                                  | 동탄대로4길 17                                              | 장지동 | 2018년 6월        |          |
| 금호어울림 레이크 2차                    | 금호산업 신동아건설 계룡건설산업                         | 금호산업                                                  | 동탄대로1길 32                                              | 장지동 | 2019년 3월        |          |
| 동탄역 더힐                              | 부영주택㈜                                               | 부영주택㈜                                                | 동탄대로24길 199                                            | 영천동 | 2017년 3월        |          |
| 동탄역 포레너스                          | 부영주택㈜                                               | 부영주택㈜                                                | 동탄순환대로22길 46                                         | 청계동 | 2017년 2월        |          |
| 더레이크시티 부영1단지                   | 부영주택㈜                                               | 부영주택㈜                                                | 동탄대로8길 91                                              | 산척동 | 2018년 11월       |          |
| 더레이크시티 부영2단지                   | 부영주택㈜                                               | 부영주택㈜                                                | 동탄대로8길 65                                              | 산척동 | 2018년 11월       |          |
| 동탄 더레이크팰리스                      | 부영주택㈜                                               | 부영주택㈜                                                | 동탄대로8길 35                                              | 산척동 | 2018년 11월       |          |
| 더레이크시티 부영4단지                   | 부영주택㈜                                               | 부영주택㈜                                                | 동탄대로6길 20                                              | 산척동 | 2019년 5월        |          |
| 더레이크시티 부영5단지                   | 부영주택㈜                                               | 부영주택㈜                                                |                                                             | 산척동 |                   |          |
| 더레이크시티 부영6단지                   | 부영주택㈜                                               | 부영주택㈜                                                | 동탄대로6길 84                                              | 산척동 | 2018년 11월       |          |
| 푸른마을 모아미래도                      | ㈜모아주택산업                                           | ㈜모아주택산업                                            | 동탄공원로 21-11                                            | 능동   | 2008년 1월        |          |
| 숲속마을 모아미래도                      | ㈜모아종합건설                                           | ㈜모아종합건설                                            |                                                             | 능동   | 2008년 1월        |          |
| 숲속마을 모아미래도                      | ㈜모아종합건설 ㈜미래도건설                              | 모아건설                                                  |                                                             | 능동   | 2008년 1월        |          |
| 숲속마을 자연& 데시앙                    | 태영건설                                                 | 경기도시공사                                              |                                                             |        |                   |          |
| 숲속마을 자연& 아너스빌                  | 경남기업                                                 | 경기도시공사                                              |                                                             |        |                   |          |
| 동탄 레이크파크 자연& 푸르지오           | 대우건설 ㈜대보건설 ㈜신동아종합건설                     | 경기도시공사                                              |                                                             |        |                   |          |
| 동탄 포레파크 자연& 푸르지오             | 대우건설 동부건설 코오롱글로벌 이에스아이㈜ 토브디엔씨㈜ | 경기도시공사                                              |                                                             |        |                   |          |
| 동탄 레이크파크 자연& e편한세상          | 디엘이앤씨㈜                                             | 경기도시공사                                              |                                                             | 장지동 | 2024년 4월        |          |
| 동탄 꿈의숲 자연& 데시앙                 | 극동건설 우미건설 태영건설                               | 경기도시공사                                              |                                                             |        |                   |          |
| 시범다은마을 월드메르디앙·반도유보라     | 월드건설㈜ 반도건설                                      | 아이랜드                                                  | 동탄중앙로 189                                              | 반송동 | 2007년 5월        |          |
| 나루마을 동탄역 유보라여울숲 1.0         | 월드건설㈜ 반도건설                                      | 월드건설㈜ 반도건설                                       | 동탄반석로 16                                               | 반송동 | 2007년 9월        |          |
| 나루마을 동탄역 유보라여울숲 2.0         | 월드건설㈜ 반도건설                                      | 월드건설㈜ 반도건설                                       | 동탄나루로 55                                               | 반송동 | 2007년 9월        |          |
| 나루마을 꿈에그린·우림필유               | 한화㈜ 건설부문 ㈜우림건설                               | ㈜넥서스건설                                              |                                                             | 반송동 |                   |          |
| 시범한빛마을 꿈에그린                    | 한화㈜ 건설부문                                          | 한화㈜ 건설부문                                           | 동탄시범한빛길 10                                           | 반송동 | 2007년 3월        |          |
| 나루마을 꿈에그린                        | 한화㈜ 건설부문                                          | ㈜넥서스건설                                              | 동탄중앙로 51                                               | 반송동 | 2007년 9월        |          |
| 예당마을 신일유토빌                      | ㈜신일건업                                               | ㈜신일건업                                                | 동탄반석로 232                                              | 석우동 | 2008년 10월       |          |
| 푸른마을 신일해피트리                    | ㈜신일                                                   | ㈜신일하우징                                              | 동탄공원로 21-39                                            | 능동   | 2008년 6월        |          |
| 솔빛마을 신도브래뉴                      | ㈜신도종합건설                                           | ㈜리건                                                    | 동탄반석로 70                                               | 반송동 | 2007년 9월        |          |
| 나루마을 신도브래뉴                      | ㈜신도종합건설                                           | ㈜리건                                                    | 동탄반석로 41                                               | 반송동 | 2007년 9월        |          |
| 시범다은마을 삼성래미안                  | 삼성물산㈜ 건설부문                                      | 삼성물산㈜ 건설부문                                       | 메타폴리스로 6                                              | 반송동 | 2007년 2월        |          |
| 힐스테이트 동탄                          | 현대건설                                                 | ㈜화성미래피에프브이                                      |                                                             |        |                   |          |
| 힐스테이트 동탄포레                      | 현대건설                                                 | ㈜화성동탄피에프브이                                      |                                                             |        |                   |          |
| 동탄2신도시 제일풍경채 에듀&파크         | 제일건설㈜                                               | 제일건설㈜                                                |                                                             |        |                   |          |
| 동탄2신도시 제일풍경채 퍼스티어          | 제일건설㈜                                               | 화성동탄60피에프브이㈜                                    |                                                             |        |                   |          |
| 능동마을 주공                            | 경남기업                                                 | 대한주택공사                                              | 동탄원천로 338-10 (701~708동) 동탄지성로 150-12 (711~721동) | 능동   | 2007년 12월       | 국민임대 |
| 능동마을 주공                            |                                                          | 대한주택공사                                              | 동탄원천로 289-10 (731~741동) 동탄지성로 150-9 (761~766동)  | 능동   | 2008년 6월        | 국민임대 |
| 새강마을 휴먼시아                        | 남해종합개발 신원종합개발                                | 대한주택공사                                              |                                                             | 반송동 | 2009년 2월        | 국민임대 |
| 동탄 센트럴포레스트                      | 화인종합건설㈜ ㈜신일건업                                | 대한주택공사                                              |                                                             | 반송동 | 2009년 8월        |          |
| 동탄역 시범 리슈빌                       | 계룡건설산업㈜                                           | ㈜케이알산업                                              |                                                             | 청계동 | 2015년 2월        |          |
| 동탄 호수공원 리슈빌                     | 계룡건설산업㈜                                           | 계룡하나동탄제1호위탁관리부동산투자회사㈜                 |                                                             |        |                   |          |
| 동탄역 시범 예미지                       | 금성백조주택                                             | ㈜금성백조주택                                            |                                                             | 청계똥 | 2015년 2월        |          |
| 동탄역 센트럴 예미지                     | 금성백조주택                                             | ㈜다우종합건설                                            |                                                             | 영천동 | 2017년 9월        |          |

## 골프장
- 리베라 컨트리클럽
- 기흥 컨트리클럽
- 골드 컨트리클럽
- 한원 컨트리클럽
- 화성상록 골프클럽

## 같이 보기
- 동탄신도시
- 동탄산업단지
- 화성동탄물류단지